# Нижняя Уча
 Нижняя Уча — деревня в Мамадышском районе Татарстана. Входит в состав Нижнетаканышского сельского поселения.

## География
Находится в северной части Татарстана на расстоянии приблизительно 35 км на северо-запад по прямой от районного центра города Мамадыш у речки Уча.

## История
Известна с 1710—1711 годов. В начале XX века действовала Казанско-Богородицкая церковь и школа Братства святителя Гурия.

## Население
Постоянных жителей было: в 1782 году — 36 душ мужского пола, в 1859—206, в 1897—388, в 1908—474, в 1920—460, в 1926—511, в 1949—287, в 1958—304, в 1970—376, в 1979—335, в 1989—246, в 2002 году 257 (удмурты 95 %), в 2010 году 223.